# 德拉弗拉塔

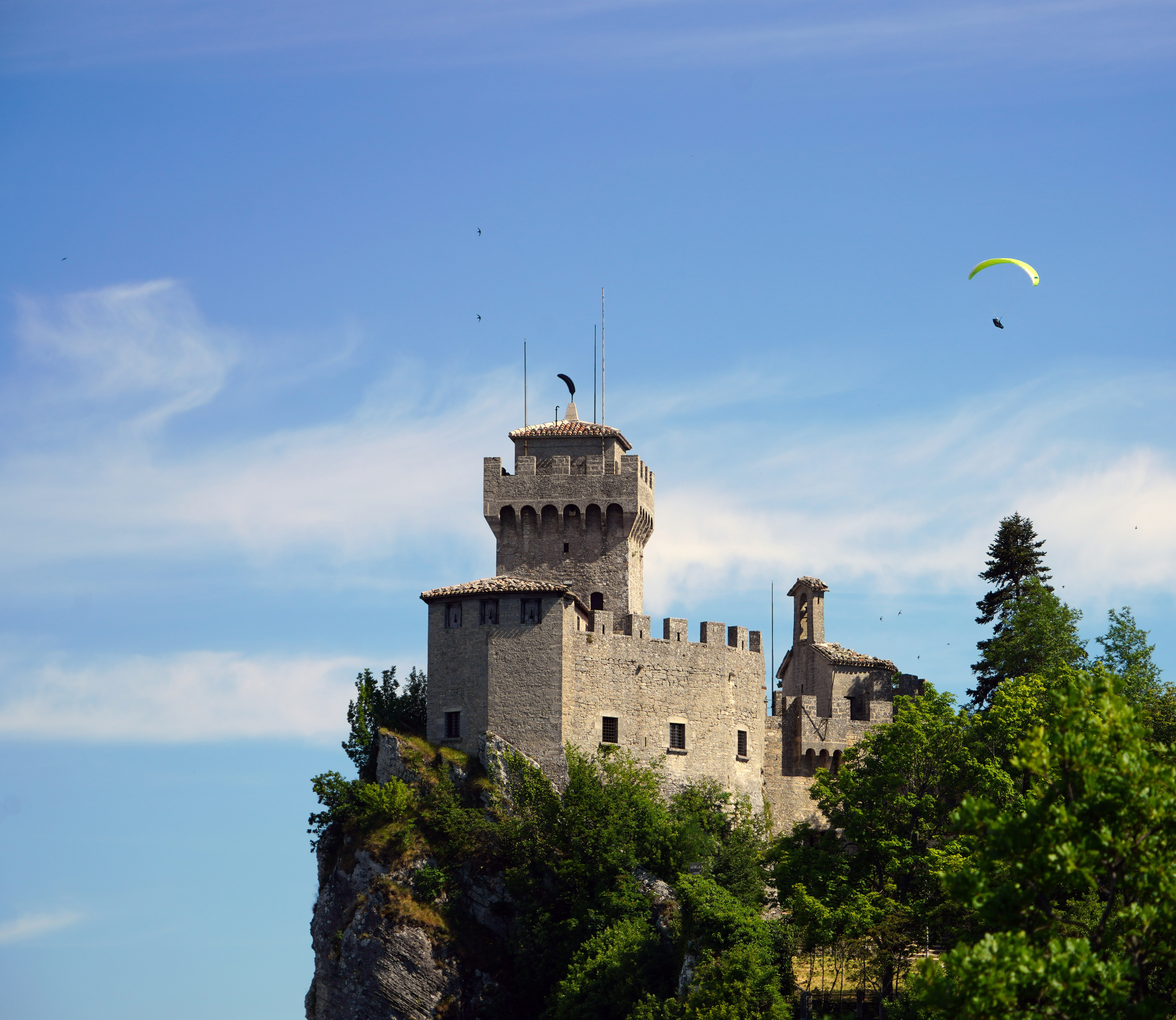
德拉弗拉塔

德拉弗拉塔（義大利語：De La Fratta）是聖馬力諾三塔之一，另外兩座是蒙塔萊和瓜伊塔。德拉弗拉塔位於蒂塔諾山的山頂，內部是一個博物館 It was constructed in the 13th century on the remains of an older Roman fort.。